# Saillac (Corrèze)
Saillac is een gemeente in het Franse departement Corrèze (regio Nouvelle-Aquitaine) en telt 157 inwoners (1999). De plaats maakt deel uit van het arrondissement Brive-la-Gaillarde.

## Geografie
De oppervlakte van Saillac bedraagt 4,3 km², de bevolkingsdichtheid is 36,5 inwoners per km².
De onderstaande kaart toont de ligging van Saillac (Corrèze) met de belangrijkste infrastructuur en aangrenzende gemeenten.

## Demografie
Onderstaande figuur toont het verloop van het inwonertal (bron: INSEE-tellingen).

## Bezienswaardigheden
De romaanse kerk uit de 12de eeuw heeft een polychroom timpaan dat de drie wijzen voorstelt. Inzonder hun wachtende paarden zijn trefzeker weergegeven.